# Thanh gươm diệt quỷ: Đường đến làng rèn gươm
Thanh gươm diệt quỷ: Đường đến làng rèn gươm (Nhật: 鬼滅の刃 刀鍛冶の里編 Hepburn: Kimetsu no Yaiba: Katanakaji no Sato-hen) là một bộ phim anime điện ảnh Nhật Bản được ra mắt đầu năm 2023 dựa trên arc "Làng thợ rèn" của series manga Thanh gươm diệt quỷ của Koyoharu Gotouge. Đây là một phần của (mùa 3), nối tiếp Thanh gươm diệt quỷ (mùa 2) cũng như phần phim điện ảnh thứ hai sau Thanh gươm diệt quỷ: Chuyến tàu vô tận (2020). Bộ phim được đạo diễn bởi Haruo Sotozaki và được sản xuất bởi Ufotable cùng sự hợp tác với Aniplex và Shueisha.
Bộ phim được ra mắt vào ngày 3 tháng 2 năm 2023 tại riêng thị trường Nhật Bản, bởi Toho (đối tác với Aniplex); ra mắt chính thức toàn cầu vào ngày 1 tháng 3 và được mở bán vé chính thức tại Việt Nam từ ngày 22 tháng 3 năm 2023. Bộ phim đã thu về tổng cộng 52,6 triệu đô la Mỹ trên toàn cầu.

## Nội dung
Khi Kamado Tanjirō, cùng với người em gái quỷ là Nezuko, và những người bạn của cậu là Agatsuma Zenitsu và Hashibira Inosuke hỗ trợ với âm trụ Uzui Tengen để chống lại với 2 anh em quỷ là Gyutaro và Daki, cả hai đều là Thượng huyền lục trong số Thập nhị quỷ nguyệt, khi họ nhận ra rằng cách duy nhất để có thể giết cả 2 anh em cùng một lúc, đó là chém đầu. Cả nhóm cùng phối hợp với nhau để tấn công và chặt đầu Daki nhưng Tengen lại bị thương nặng trong khi Gyutaro đã đâm Inosuke bằng thuốc độc từ phía sau để lấy đầu em gái hắn. Zenitsu đã đẩy Tanjiro khỏi một mái nhà để cứu cậu khỏi các dải thắt lưng obi của Daki ngay khi Gyutaro định đến để chế giễu Tanjiro vì cậu đã không thể cứu bạn mình.
Gyutaro đã thuyết phục Tanjiro rằng hãy biến thành một con quỷ nhưng Tanjiro đã húc đầu vào hắn, rồi bí mật đâm Gyutaro bằng một thanh kunai tẩm độc. Gyutaro bất động và Tanjiro định chặt đầu hắn trước khi Daki kịp thời can thiệp, nhưng cô đã bị tấn công bởi Zenitsu, người đã sử dụng hơi thở của mình để chạm vào cổ cô ấy khi Inosuke tham gia cùng cậu ta, Inosuke đã sống sót bằng cách di chuyển các cơ quan nội tạng của mình sau khi bị đâm. Gyutaro đã tháo kunai ra và hồi phục; hắn đã suýt giết được Tanjiro nhưng Tengen đã kịp can thiệp và chiến đấu cùng với Gyutaro. Tanjiro lúc đó đã triệu hồi tát cả sức lực còn sót lại của mình và chém vào cổ Gyutaro trong khi Zenitsu và Inosuke làm cũng điều tương tự với Daki.
Sau cuộc tấn công cuối cùng, các thợ săn quỷ đã chặt được đầu của hai anh em, cả hai cái đầu đều lăn sát vào nhau. Tengen bảo Tanjiro đang bị nhiễm độc nặng và cần phải chạy đi ngay trước khi cơ thể của Gyutaro phát nổ thành những làn sóng lưỡi kiếm máu và phá hủy toàn bộ thị trấn. Tuy nhiên, Nezuko đã sử dụng Huyết Quỷ Thuật của mình để có thể đốt cháy các thanh kiếm và cứu anh trai mình khỏi chất độc đó. Cô cũng đốt cháy chất độc của Gyutaro khỏi Inosuke và Tengen. Tanjiro thấy Gyutaro và Daki đang hấp hối và họ đang tranh cãi về sự thất bại và xúc phạm về mối quan hệ của họ. Tanjiro đã cố gắng can thiệp nhưng Daki đã tan biến trước trong khi Gyutaro có thể nhớ lại về cuộc sống con người của mình trước khi bị biến thành quỷ khi hắn dần tân biến. Ở thế giới bên kia, cả Gyutaro và Daki đều đã hòa giải và hứa sẽ không bao giờ xa nhau nữa khi họ cùng nhau bước xuống Địa ngục. Xà trụ Iguro Obanai đã đến và ca ngợi Tengen vì đã giết được Thượng huyền lục nhưng Tengen đã thông báo cho anh ta về việc anh sẽ nghỉ hưu khỏi Đội diệt quỷ và tiềm năng của Tanjiro. Trong khi đó, quỷ vương Kibutsuji Muzan đã triệu tập năm con quỷ cấp cao còn lại bao gồm - Kokushibo, Doma, Akaza, Hantengu và Gyokko để thông báo cho họ biết về cái chết của Gyutaro và Daki, đồng thời sẽ cố gắng tìm cách giết Tanjiro và những người bạn của cậu.
Hai tháng sau, Tanjiro vẫn đang hồi phục vết thương trong khi Zenitsu và Inosuke đã được triệu tập cho các nhiệm vụ cá nhân của mình khoảng một tuần trước. Cũng bởi vì thợ rèn kiếm Hotaru Haganezuka đã từ chối rèn cho cậu một thanh kiếm mới do cậu đã từng phá vỡ thanh kiếm trước đó, Tanjiro được yêu cầu để đến gặp Haganezuka tại Làng thợ rèn để thảo luận trực tiếp. Cậu đến cùng với Nezuko và cả hai đã gặp Luyến trụ Kanroji Mitsuri cũng như là trưởng làng Tecchin Tecchikawahara, người đảm bảo với Tanjiro rằng cậu sẽ đưa được Hotaru trở lại để chế tạo thanh kiếm.
Trong khi đang thư giãn tại suối nước nóng, Tanjiro và Nezuko đã bất ngờ chạm trán với Shinazugawa Genya, em trai của Phong trụ Shinazugawa Sanemi và cũng là một thợ săn quỷ đồng nghiệp, người đã tức giận tấn công Tanjiro và bỏ đi. Khi quay trở lại ngôi làng, Mitsuri gợi ý cho Tanjiro về một "vũ khí bí mật" được giấu trong làng có thể khiến cho cậu mạnh mẽ hơn và đồng thời cô cũng chào tạm biệt cả hai anh em. Ngày hôm sau, trong khi đang tìm kiếm Hotaru, Tanjiro đã bắt gặp Hà trụ Tokito Muichiro khi anh nhớ lại về giấc mơ của mình có liên quan đến Tsugikuni Yoriichi, Thợ săn quỷ đầu tiên.

## Nhân vật
| Nhân vật                                                      | Seiyū               |
| ------------------------------------------------------------- | ------------------- |
| Tanjiro Kamado (竈門 炭治郎 Kamado Tanjirō)                   | Natsuki Hanae       |
| Nezuko Kamado (竈門 禰豆子 Kamado Nezuko)                     | Akari Kitō          |
| Zenitsu Agatsuma (我妻 善逸 Agatsuma Zenitsu)                 | Hiro Shimono        |
| Inosuke Hashibira (嘴平 伊之助 Hashibira Inosuke)             | Yoshitsugu Matsuoka |
| Tengen Uzui / Âm trụ (宇髄 天元 Uzui Tengen)                  | Katsuyuki Konishi   |
| Gyutaro / Thượng Huyền Lục (妓夫太郎 Gyūtarō)                 | Ryôta Ôsaka         |
| Daki / Thượng Huyền Lục (堕姫 Daki)                           | Miyuki Sawashiro    |
| Hinatsuru (雛鶴 Hinatsuru)                                    | Atsumi Tanezaki     |
| Makio (まきを Makio)                                          | Shizuka Ishigami    |
| Suma (須磨 Suma)                                              | Nao Tōyama          |
| Muzan Kibutsuji (鬼舞辻無惨 Kibutsuji Muzan)                  | Toshihiko Seki      |
| Kokushibo / Thượng Huyền Nhất (黒死牟 Kokushibō)              | Ryôtarô Okiayu      |
| Doma / Thượng Huyền Nhị (童磨 Dōma)                           | Mamoru Miyano       |
| Akaza / Thượng Huyền Tam (猗窩座 Akaza)                       | Akira Ishida        |
| Hantengu / Thượng Huyền Tứ (半天狗 Hantengu)                  | Toshio Furukawa     |
| Gyokko / Thượng Huyền Ngũ (玉壼 Gyokko)                       | Kôhsuke Toriumi     |
| Nakime (鳴女 Nakime)                                          | Marina Inoue        |
| Mitsuri Kanroji / Luyến trụ (甘露寺 蜜璃 Kanroji Mitsuri)     | Kana Hanazawa       |
| Muichiro Tokito / Hà trụ (時透 無一郎 Tokitō Muichirō)        | Kengo Kawanishi     |
| Obanai Iguro (伊黒 小芭内 Iguro Obanai)                       | Kenichi Suzumura    |
| Kanao Tsuyuri (栗花落 カナヲ Tsuyuri Kanao)                   | Reina Ueda          |
| Aoi Kanzaki (神崎 アオイ Kanzaki Aoi)                         | Yuri Ehara          |
| Sumi Nakahara (中原 すみ Nakahara Sumi)                       | Ayumi Mano          |
| Kiyo Terauchi (寺内 きよ Terauchi Kiyo)                       | Nanami Yamashita    |
| Naho Takada (高田 なほ Takada Naho)                           | Yuki Kuwahara       |
| Genya Shinazugawa (不死川 玄弥 Shinazugawa Genya)             | Nobuhiko Okamoto    |
| Hotaru Haganezuka (鋼鐵塚 螢 Haganezuka Hotaru)               | Daisuke Namikawa    |
| Kagaya Ubuyashiki (産屋敷 耀哉 Ubuyashiki Kagaya)             | Toshiyuki Morikawa  |
| Amane Ubuyashiki (産屋敷 天音 Ubuyashiki Amane)               | Rina Satō           |
| Tecchin Tecchikawahara (鉄地河原 鉄珍 Tecchikawahara Tecchin) | Yûsaku Yara         |
| Kotetsu (小鉄 Kotetsu)                                        | Ayumu Murase        |
| Goto (後藤 Gotō)                                              | Makoto Furukawa     |
| Sumiyoshi (炭吉 Sumiyoshi)                                    | Hirofumi Nojima     |
| Yoriichi Tsugikuni (継国 縁壱 Tsugikuni Yoriichi)             | Kazuhiko Inoue      |

## Đón nhận

### Nhật Bản
Ngay trong tuần đầu ra mắt, Thanh gươm diệt quỷ: Đường đến làng rèn gươm đã soán ngôi The first slam dunk (Cú úp rổ đầu tiên) và đứng đầu phòng vé nước này. Bộ phim thu về 8,8 triệu USD chỉ sau 3 ngày công chiếu. Hiện tại, bộ phim đã mang về 27,3 triệu USD chỉ tính riêng ở Nhật Bản và hơn 52 triệu USD trên toàn thế giới.

### Việt Nam
Tại thị trường Việt Nam, bộ phim nhanh chóng giành vị trí số 1 bảng xếp hạng phòng vé ngay trong ngày đầu tiên công chiếu chính thức với hơn 71.000 vé bán ra, gần 2.800 suất chiếu tại các rạp trên toàn quốc và thu về gần 7 tỷ đồng. Hiện tại doanh thu của bộ phim tại Việt Nam đạt 16,3 tỷ VNĐ.